# ...And Don't Forget to Breathe
...And Don't Forget to Breathe è l'album di debutto della band post-hardcore A Static Lullaby. Sulla versione originale il titolo è stato scritto male come "...And Don't Forget to Breath", la quale è stata corretta in una riedizione.
Sono stati girati i video musicali Lipgloss And Letdown e The Shooting Star That Destroyed Us.

## Tracce
1. Nightmares Win 6-0 – 2:43
2. Love To Hate, Hate To Me – 3:42
3. Withered – 3:59
4. Lipgloss And Letdown – 4:13
5. A Sip Of Wine Chased With Cyanide – 5:14
6. We Go to Eleven – 4:22
7. The Shooting Star That Destroyed Us – 4:36
8. A Song For A Broken Heart – 4:01
9. Annunciate While You Masticate – 2:52
10. Charred Fields Of Snow – 4:50